# Демпси и Фирпо
«Демпси и Фирпо» (иногда называемая «Демпси сквозь канаты») — картина Джорджа Беллоуза, написанная маслом в 1923—1924 годах и изображающая боксёрский поединок 14 сентября 1923 года между американцем Джеком Демпси и аргентинцем Луисом Фирпо.
Со временем это полотно стало самой известной картиной Беллоуза на боксёрскую тематику. Работа находится в коллекции Художественного музея Уитни с момента его открытия в 1931 году.

## Картина

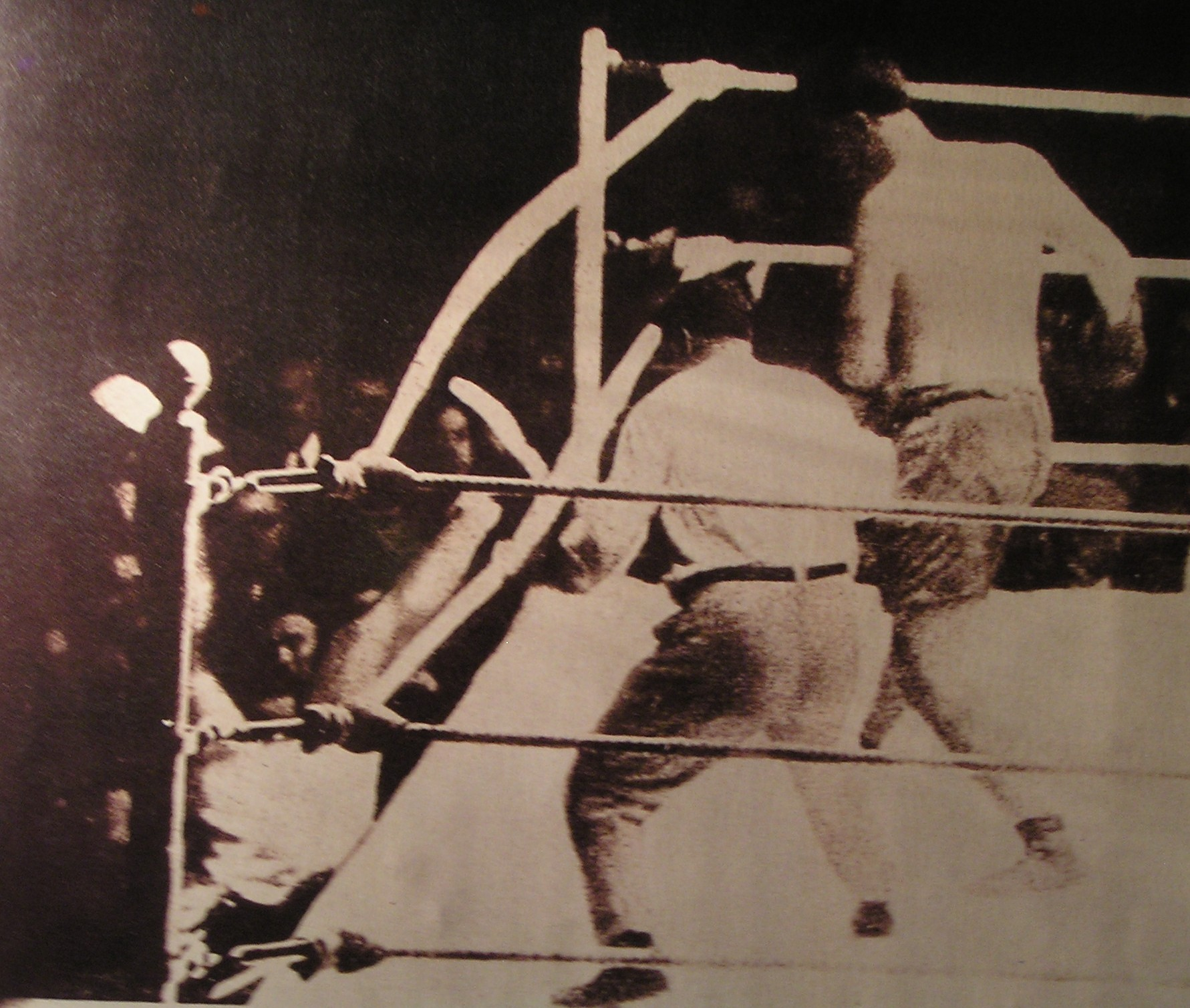
Момент боя, отображённый художником

На картине изображен драматичный момент, когда Фирпо выбил Демпси с ринга. Несмотря на это, Демпси в тот вечер вышел победителем. Беллоуз изобразил и себя — лысеющего человека в левом нижнем углу картины. Работа написана в стилистике Школы мусорных вёдер.

## В популярной культуре
Картина цитируется в эпизоде «Симпсонов» «The Homer They Fall» (1996) во время монтажной нарезки побед Гомера Симпсона в боксёрских поединках, где он и Мо Сизлак принимают позы Фирпо и рефери соответственно.
Картину можно увидеть в фильме 1990 года «Славные парни» где она видна за Джимми Конуйе на стене таверны «Нирс» во время рассказа Томми ДеВито о налете мафии. Некоторые называют ее «самой влиятельной спортивной картиной в истории».
Картина также ненадолго появляется над камином в третьем эпизоде телесериала «Народ против О. Джея Симпсона: Американская история преступлений» (2016).
Бой, ставший предметом картины Беллоуза, также упоминается Микки Голдмиллом в фильме «Рокки» в эпизоде его визита к Рокки Бальбоа, в котором он пытается убедить Рокки сохранить его в качестве своего менеджера.
На обложке New Yorker в номере от 7 февраля 2022 года бойцы переделаны в хоккеистов.